# 대화동 (대전)
대화동(大禾洞)은 대한민국 대전광역시 대덕구의 법정동 및 행정동이다. 대전산업단지 소재로 대전의 공업의 중심지이다. 지리적으로 남쪽에 위치하고 있으며, 북쪽으로는 읍내동과 유성구 원촌동, 동쪽은 중리동, 남쪽은 오정동, 서쪽은 서구 만년동과 유성구 도룡동과 인접해 있다.

## 개요
대화동은 갑천과 유등천에 연해 있고, 그들의 지류인 법동천이 흐르고 있어 땅이 매우 비옥하였다. 그래서 동명도 지역의 땅이 매우 기름져 벼가 잘되는 곳이라는 의미로 ‘대화’(大禾)라고 하였다. 따라서 옛날에는 주민 대부분이 농사를 짓고 살았으며 ‘구만이’와 ‘안구만이’를 중심으로 두레가 조직되어 있었다. 그러나 대화동의 지역에 1973년 제1공업단지, 1975년에 제2공업단지가 조성되면서 산업지역으로 변모하였다. 이처럼 1973년에 대전공업단지가 마을에 조성되면서 주민의 전출입이 잦아지자 마을의 정체성을 점차 상실하게 되었다. 그리고 공업단지 조성으로 안구마니와 구만이 등 일부 대전천 변의 농토를 제외하고는 대화동 대부분의 지역이 공업단지로 조성되면서 원주민들도 공업단지를 따라 이주하여온 이주민들과 더불어 대전공업단지 내에서 공업생산직에 종사하는 경우가 늘어났다. 그리고 생산직에 종사하지 않더라도 대화동의 공업단지와 오정동 사이에 새로 조성된 주거지와 근린상업지역에서 상업에 종사하는 경우가 많아졌다. 공업단지의 개발로 항소·밤적골·망골 등의 전통마을과 이 마을의 민속 등은 대부분 사라지고 없다. 현재 옛 대화동의 모습이 조금이나마 남아있는 곳은 구만이와 안구만이 마을의 천 변 일부만이 옛 모습의 일면을 보여 줄 뿐이다.

## 연혁
- 1963년 1월 1일 충남 대덕군 회덕면 대화리에서 대전시 오정동으로 편입
- 1977년 9월 1일 대전시 동구 오정동
- 1983년 10월 1일 대전시 동구 오정동에서 대화동으로 분동
- 1989년 1월 1일 대전직할시 대덕구 대화동
- 1995년 1월 1일 대전광역시 대덕구 대화동

## 역사
대화동 지역은 백제시대는 우술군이었다가, 신라시대에는 비풍군으로 개명하였고, 그 밑에 유성현과 적오현(뒤에 덕진현)을 그 속현으로 두었다. 고려시대 초기에는 비풍군을 회덕현으로 읍호를 바꾸었고, 이후 1018년 현종 9년에는 공주의 속현으로 귀속되었다. 그런데 고려시대에는 유성현과 덕진현이 공주의 속현이었던 것으로 미루어 보아, 고려 현종 9년 군·현의 개편시에 회덕의 속현에서 벗어나 공주의 속현이 되었던 것으로 생각된다. 그 후 회덕현은 1172년 고려 명종 2년에 처음으로 감무(조선시대의 현감과 같음)를 두게 되어 주현으로 승격하게 되었다.
조선왕조가 건국된 후 1413년 태종 13년에 전국을 8도제로 개편하면서 행정구역을 편성하면서, 회덕은 충청우도 공주목에 속하는 종6품의 현감이 다스리는 현이 되었다. 이와 같이 8도제의 실시와 더불어 소현의 병합이 이루어졌는데 이 때에 유성현이 폐지되면서 그 영역이 회덕현과 진잠현에 속하게 되었다. 1789년 정조 13년의 《호구총수》에 기록된 것을 보면 지금의 대화동이 회덕현 현내면 ‘대화리’로 되어 있어 조선중기 때부터 ‘대화리’라는 지명과 행정구역이 존재하였음을 알 수 있다. 1895년 고종 32년 갑오개혁으로 인한 행정구역의 개편으로 태종이래 실시되어왔던 8도제가 폐지되고, 전국이 23부제를 실시하면서, 종래의 부·목·군·현 등의 지방행정 단위를 모두 폐합하여 336개 군을 신설하고, 이를 23개 부에 속하게 하였다. 이로써 회덕현은 공주부에 속하는 27개 군의 하나인 회덕군으로 개편되었고, 대화동은 회덕군 내남면 대화리에 소속되었다. 이 당시 회덕의 구역은 기존의 회덕의 7개 면(현내면, 동면, 외남면, 내남면, 서면, 근북면, 일도면)에 공주군의 5개 면(천내면, 유등면, 탄동면, 구즉면, 산내면)과 청원군 주안면이 편입되어 이전보다 크게 행정구역이 확대되었다.
1914년 일제의 행정구역 개편으로 회덕군이 진잠군과 통합되어 대전군이 되면서대화리는 율사동·구만리·법동 일부와 서면의 구만리 등 일부를 합하여 대전군 내남면 대화리가 되었다. 1931년에는 대전군 대전면이 읍으로 승격하여 대전군 1읍 11개 면으로 되었으며, 1935년 11월 1일에는 대전읍이 부로 승격됨에 따라 대전부와 대덕군으로 분리되었고 대화동은 대덕군 내남면 대화리로 남게 되었다.
1963년 1월 1일부터 대전시가 확장되면서 대화리는 대전시에 편입되었으며, 1989년 1월 1일 대덕군의 폐지와 동시에 대전직할시 대덕구가 설치되면서 대화동은 대덕구의 행정동인 동시에 법정동이 되었다.

## 교육
- 대화초등학교
- 대전원명학교

## 주요 시설
- 대전산업단지